# Sächsische Landesstiftung Natur und Umwelt

Logo der LaNU

Die Sächsische Landesstiftung Natur und Umwelt (LaNU) wurde per Gesetz am 1. Januar 1998 errichtet. Sie verfolgt ausschließlich und unmittelbar gemeinnützige Zwecke. Die Stiftung fördert Bestrebungen und Maßnahmen zum Schutz, zur Erhaltung und Pflege von Natur und Landschaft als den natürlichen Grundlagen allen Lebens sowie das allgemeine Verständnis für die Belange des Natur- und Umweltschutzes in Wissenschaft, Bildung und Öffentlichkeit.
Die LaNU ist eine selbstständige Stiftung öffentlichen Rechts mit Sitz in Dresden. Die Rechtsaufsicht über sie übt das Sächsische Staatsministerium für Umwelt und Landwirtschaft (SMUL) aus. Die LaNU ist Mitglied im Bundesverband Deutscher Stiftungen e. V.

## Organe der Stiftung
Organe der Stiftung sind der Stiftungsrat und der Stiftungsvorstand. Der Stiftungsrat besteht aus
- dem Sächsischen Staatsminister für Umwelt und Landwirtschaft (Vorsitzender),
- dem Sächsischen Staatsminister für Finanzen,
- dem Sächsischen Staatsminister für Kultus,
- zwei Mitgliedern des Sächsischen Landtags und
- einer Vertretung der anerkannten Naturschutzverbände in Sachsen.

Stiftungsvorstand und Stiftungsdirektor (in Personalunion) werden durch den Stiftungsrat bestellt.

## Aufgaben der Stiftung

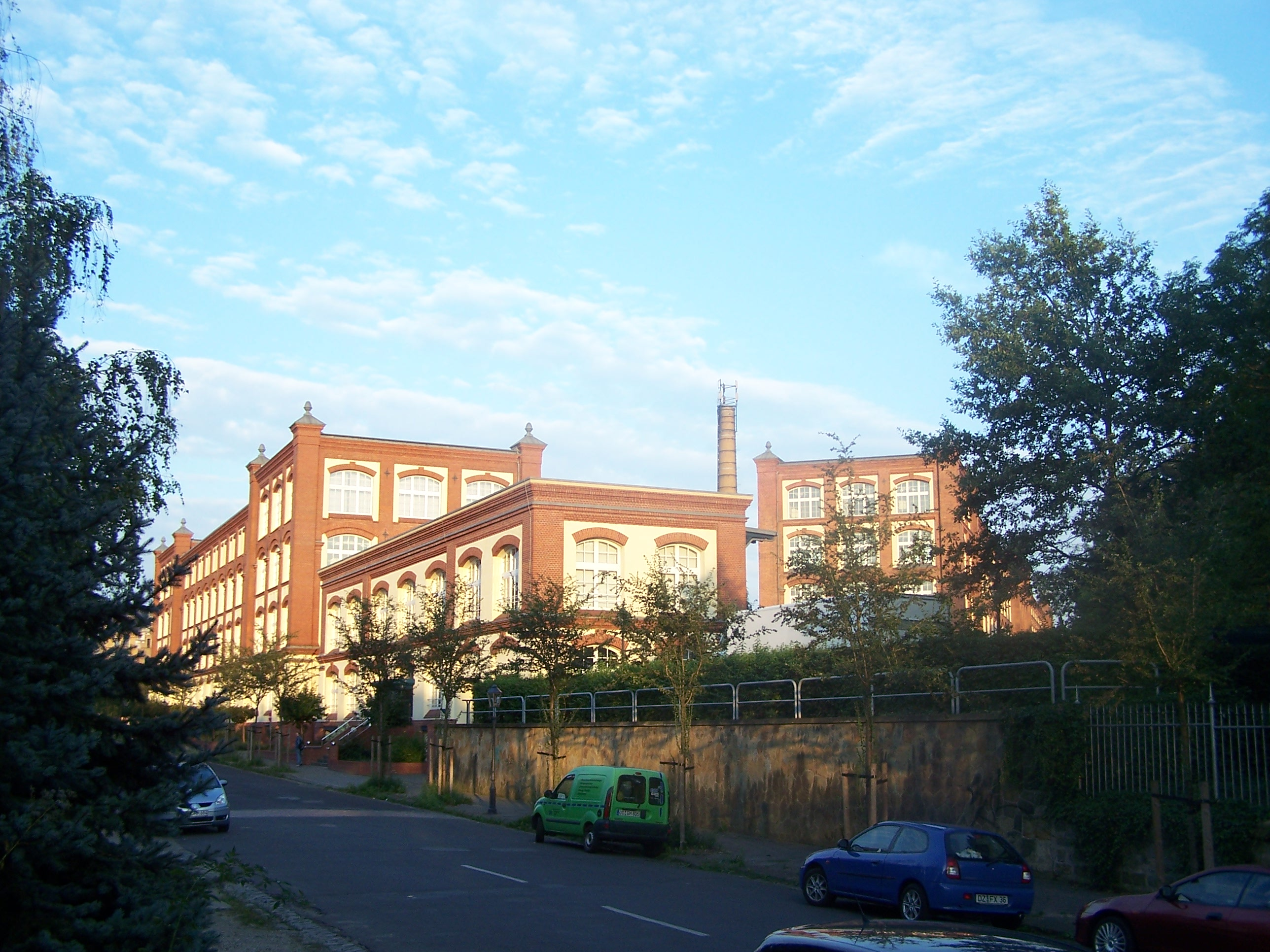
Sitz der LaNU in den historischen Eschebachschen Werken

Die zentralen Aufgaben der Stiftung im Natur- und Umweltschutz ergeben sich aus dem Gründungsgesetz, dem Sächsischen Naturschutzgesetz (SächsNatSchG) § 44 und § 45 und der Stiftungssatzung:
- Durchführung von Umweltbildungsmaßnahmen, die dem Natur- und Umweltschutz, der Landschaftspflege und der Bildung für nachhaltige Entwicklung dienen
- Pflege und Entwicklung stiftungseigener Flächen
- Förderung Dritter mit Mitteln des Sondervermögens Naturschutzfonds

## Naturschutzfonds
Der Naturschutzfonds wurde 1992 als zweckgebundenes Sondervermögen gemäß § 45 SächsnatSchG eingerichtet und wird von der LaNU verwaltet. Er speist sich im Wesentlichen aus Ersatzgeldzahlungen gemäß der bundesdeutschen Eingriffs- und Ausgleichsregelung, aus Mitteln der Lotterie Glücksspirale und Spenden.

Mit den Mitteln des Fonds werden Bestrebungen und Maßnahmen zum Schutz, zur Erhaltung und Pflege von Natur und Landschaft unterstützt. Dies erfolgt im Wesentlichen wie folgt:
- Förderung von Naturschutzprojekten Dritter gemäß der geltenden Förderrichtlinie Naturschutzfonds,
- Erwerb, Pflege und Entwicklung von naturschutzfachlich bedeutsamen Flächen,
- Durchführung landesweiten Sonderaktionen wie „Fledermaus komm ins Haus“, „Puppenstuben gesucht“

Im Naturschutzfonds werden durch Dritte geförderte Natur- und Umweltschutzprojekte umgesetzt:
- ArKoNaVera (ArtenschutzKonzept für die Nationalen Verantwortungsarten): Verbundprojekt für die vom Aussterben bedrohte Flussperlmuschel, Laufzeit: 05/2015 – 04/2019
- MARA (Margaritifera Restoration Alliance), Fortsetzung von ArKoNaVera, Laufzeit: 07/2021 – 06/2027
- Wechselburg – eine historische Gartenanlage in Zeiten des Klimawandels, Laufzeit: 04/2024 – 12/2027

Seit 2024 ist der LaNU Naturschutzfonds für die wissenschaftliche Begleitung der nicht-universitären Botanischen Gärten in Sachsen zuständig.
Im Naturschutzfonds ist außerdem RegioCrowd beheimatet, ein Programm zur Gewinnung von ehrenamtlichem Engagement im Naturschutz.

## Akademie
Die Akademie der LaNU wurde 1994 als sächsische Umweltbildungseinrichtung gegründet. Sie ist Mitglied im Bundesweiten Arbeitskreis der staatlich getragenen Bildungsstätten im Natur- und Umweltschutz (BANU). Die Akademie vermittelt neueste wissenschaftliche Kenntnisse der verschiedenen Fachbereiche des Natur- und Umweltschutzes, Informationen zu Umweltrecht und zur Praxis der Umweltverwaltung. Dabei arbeitet sie eng mit Ämtern, wissenschaftlichen Institutionen, Zweckverbänden und weiteren Einrichtungen im Bereich des Natur- und Umweltschutzes zusammen.
Die regelmäßigen Veranstaltungen der Akademie in ganz Sachsen richten sich vor allem an Multiplikatoren. Das aktuelle Veranstaltungsprogramm kann auf der Homepage www.lanu.de eingesehen werden.
Unterstützt wird der Bildungsauftrag durch die mobile Umweltbildung. Mit vier Umweltmobilen erfolgt in ganz Sachsen eine unterrichtsbegleitende Unterstützung an den sächsischen Schulen. Inhaltlich orientieren sich die Bildungsangebote an den sächsischen Lehrplänen und an aktuellen umweltpolitischen Anforderungen.
Neben Veranstaltungen initiiert die Akademie auch Umweltbildungsprojekte. Sie tragen dazu bei, eine enge Verbindung zwischen Denken und Handeln zu erreichen. Der thematische Schwerpunkt der Projekte liegt in der Entwicklung methodisch didaktischer Herangehensweisen in der Umweltbildung. Darüber hinaus werden jährlich ca. 15 Projekte kleiner Umweltbildungsträger sachsenweit gefördert.
Die Akademie ist Service- und Koordinierungsstelle für das Netzwerk Natur Sachsen mit über 200 Partnern aus Naturschutz und Umweltbildung. Sie organisiert den Erfahrungsaustausch und Weiterbildungen für die Netzwerkpartner und setzt mit diesen gemeinsame Projekte um.
Ein wichtiger Schwerpunkt der Akademie ist die Unterstützung der Zusammenarbeit der Naturschutzstationen im Freistaat Sachsen. Der LaNU obliegt die Aufgabe der Koordinierung des Gesamtprozesses ihrer Unterstützung. Neben der Grundförderung erfolgt zusätzlich bis 2026 für ausgewählte Naturschutzstationen (NatLaS) eine Förderung zur Umsetzung von Maßnahmen für naturschutzfachliche Schwerpunkte im Freistaat Sachsen. Außerdem unterstützt die LANU fachlich und koordinierend die Naturschutzstationen bei der Umsetzung des sachsenweiten Bildungsprogramms „Junge Naturwächter Sachsen“ (JuNa). Hierbei werden Kinder und Jugendliche im Alter von sieben bis achtzehn Jahren langfristig und kontinuierlich an die praktische Naturschutzarbeit herangeführt. Besonderes Ziel ist dabei die Nachwuchsgewinnung für den Naturschutz. zu befördern.
Der LANU ist seit 2023 Landeskoordinierungsstelle einer Bildung für nachhaltige Entwicklung (K-BNE). Neben der langjährigen Einbindung der BNE in Bildungsangebote erfolgt nun mit Förderung des Kultusministeriums über die Koordinierungsstelle die Unterstützung regionaler Servicestellen (S-BNE) zur Vernetzung von Akteuren und zur Förderung der BNE regional und lokal.

Die LANU ist zudem Träger und Einsatzstelle der Freiwilligendienste Freiwilliges Ökologisches Jahr (FÖJ) und des Bundesfreiwilligendienstes BfD.

## Unsere Arbeit
Die Sächsische Landesstiftung Natur und Umwelt (LaNU) legt alljährlich mit einem Geschäftsbericht einen umfassenden Rückblick auf ihr Arbeit vor. Die Broschüre informiert über zentrale Arbeitsbereiche der Stiftung, darunter Umweltbildung, Bildung für nachhaltige Entwicklung, Naturschutz sowie Engagementförderung. Ein besonderer Schwerpunkt lag 2024 auf dem 30-jährigen Jubiläum der Akademie der LaNU sowie auf zahlreichen erfolgreichen Bildungs- und Naturschutzprojekten im gesamten Freistaat Sachsen. Zudem gewährt der Bericht Einblicke in die Förderung von Projekten durch den Naturschutzfonds, die Zusammenarbeit mit Partnerorganisationen und das ehrenamtliche Engagement. Der Geschäftsbericht bietet eine strukturierte und transparente Übersicht über die Aktivitäten der Stiftung und richtet sich an Interessierte aus Politik, Verwaltung, Bildung, Wissenschaft und Zivilgesellschaft.